# Kallträsket
Kallträsket is een meer in Zweden in de gemeente Piteå. Het water in het Kallträsket komt van de heuvels in de omgeving en stroomt na het meer de Kallträskån in en verder door de Borgforsrivier en Pite älv naar de Botnische Golf. Er is bij het dorp Storsund op de westoever een badgelegenheid.